# Țar Simeonovo, Vidin
Țar Simeonovo (în bulgară Цар Симеоново) este un sat în comuna Vidin, regiunea Vidin,  Bulgaria. 

## Demografie
Componența etnică a satului Țar Simeonovo
     Bulgari (98,3%)
     Nicio identificare (1,69%)
     Altele (0%)
La recensământul din 2011, populația satului Țar Simeonovo era de 118 locuitori. Din punct de vedere etnic, majoritatea locuitorilor (98,3%) erau bulgari. Pentru 1,69% din locuitori nu este cunoscută apartenența etnică.